# Irinej (patriarca serbo)
Irinej (in serbo: Irinej (Иринеј), nato Miroslav Gavrilović (Мирослав Гавриловић), italianizzato talvolta in Ireneo; Vidova, 28 agosto 1930 – Belgrado, 20 novembre 2020) è stato il 45º primate della Chiesa ortodossa serba, dal 2010 al 2020, dopo essere stato vescovo di Niš tra il 1975 e il 2010.
Il titolo completo di Irinej era Sua Santità l'Arcivescovo di Peć, Metropolita di Belgrado e Karlovci, e Patriarca serbo.

## Biografia
Irinej nacque come Miroslav Gavrilović ([mǐroslaʋ ɡaʋrǐːloʋitɕ]) nel villaggio di Vidova, nei pressi di Čačak, il 28 agosto 1930. Dopo la conclusione della scuola superiore frequentò il seminario ortodosso di Prizren. In seguito si iscrisse alla facoltà di teologia dell'Università di Belgrado. Dopo la laurea servì nell'esercito jugoslavo. Dopo il servizio militare, nell'ottobre 1959, prese i voti monastici presso il monastero di Rakovica, acquisendo il nome di Irinej. Il 24 ottobre fu ordinato ierodiacono e appena tre giorni dopo ricevette l'ordinazione sacerdotale. Nello stesso anno iniziò ad insegnare presso il seminario di Prizren. Successivamente completò i suoi studi ad Atene. Nel 1969 fu nominato capo della scuola monastica del monastero di Ostrog. Poco dopo divenne anche rettore del seminario di Prizren.

## Vescovo di Niš (1975-2010)
Nel maggio 1974 Irinej fu eletto vescovo vicario di Moravica. Ricevette la consacrazione episcopale il 14 luglio 1974 dal patriarca serbo German.
Nel maggio 1975 è stato eletto vescovo di Niš e intronizzato nella Cattedrale della Santissima Trinità (a Niš) il 15 giugno 1975. Irinej ha diretto l'eparchia di Niš per 35 anni.

## Patriarca
Il 22 gennaio 2010 Irinej fu eletto come 45º Patriarca della Chiesa Ortodossa Serba, succedendo al defunto patriarca Pavle (Paolo). Ireneo, insieme al locum tenens patriarcale Amfilohije Radović ed a Irinej Bulović, fu uno dei tre candidati indicati dai 45 vescovi alla guida della Chiesa serba. Per decidere a chi affidare il patriarcato, il nome del futuro primate fu estratto a sorte.
Il giorno seguente ebbe luogo la cerimonia di insediamento presso la cattedrale di San Michele Arcangelo a Belgrado. Il 3 ottobre 2010 Ireneo prese possesso della cattedra del monastero patriarcale di Peć.

### Posizioni politiche e controversie
Il 28 gennaio 2010, nella sua prima conferenza stampa, Irinej ha affermato che "la filosofia dell'Islam era che i musulmani, quando sono in piccoli numeri, possono comportarsi bene ed essere giusti, ma che una volta diventati superiori, iniziano a esercitare pressioni". La Comunità islamica della Serbia (IZS) ha affermato di ritenere che tali osservazioni "insultino l'Islam" e ha risposto con una lettera alla Chiesa ortodossa serba chiedendo un'interpretazione ufficiale della sua dichiarazione. La Comunità islamica in Serbia (IZS) ha condannato quelle che hanno definito "insulti e false accuse".
Da quando è stato eletto Irinej ha più volte espresso critiche al riconoscimento internazionale del Kosovo. 
Il 4 ottobre 2010, il patriarca Irinej ha affermato che il riconoscimento internazionale del Kosovo è un "peccato".
Il 10 novembre 2010, Irinej ha dichiarato in un'intervista che "il fiume Drina [tra Serbia e Bosnia ed Erzegovina] non è un confine ma un ponte che ci collega. Anche se, in un certo senso, siamo uno anche oggi, a Dio piacendo, presto lo saremo davvero". Irinej ha elaborato che per ora "è sufficiente che siamo uno come nazione, come Chiesa ortodossa, e che siamo sulla stessa strada di San Sava e Cristo". Ha elogiato i serbi di Banja Luka affermando che "[combattono] per preservare il nome serbo. Anche se questo non è affatto un compito facile, ci stanno riuscendo."
È considerato un tradizionalista moderato, aperto al dialogo interreligioso. In un'intervista rilasciata poco prima di divenire patriarca Ireneo aveva indicato che non si sarebbe opposto a una visita di papa Benedetto XVI nel 2013, in occasione delle celebrazioni per il 1700º anniversario dell'editto di Milano con il quale l'imperatore Costantino, nativo di Niš, pose fine alla persecuzione dei cristiani. Secondo Ireneo questa sarebbe stata l'occasione "non solo per un incontro, ma per un dialogo".
La visita del Papa in Serbia non ebbe infine luogo; la Santa Sede fu rappresentata alle celebrazioni dal cardinale Jozef Tomko, prefetto emerito della Congregazione per l'evangelizzazione dei popoli, insieme all'arcivescovo cattolico di Belgrado, Stanislav Hočevar.
Nel gennaio 2012, Irinej ha definito la Republika Srpska, una delle due entità che compongono la Bosnia-Erzegovina, "il più giovane Stato serbo". L'Ufficio dell'Alto Rappresentante (OHR) ha risposto affermando che la Republika Srpska non è uno stato, ma piuttosto un'entità all'interno della Bosnia-Erzegovina. L'OHR ha osservato che la Costituzione della Bosnia ed Erzegovina "non lasciava spazio a nessun tipo di sovranità dell'entità" e che "la giurisdizione dell'entità non era un'indicazione di alcun tipo di statualità".
Riguardo all'adesione della Serbia all'Unione europea, Irinej ha affermato che: "La Serbia non dovrebbe guardare con sospetto all'UE, se l'UE rispetta l'identità, la cultura e la religione serbe. Crediamo di essere una parte storica dell'Europa e vogliamo essere in questa comunità di nazioni. Nell'adesione accetteremo tutto ciò che non è in contraddizione con la nostra identità culturale e storica."
Nel gennaio 2013, Irinej ha apertamente sostenuto la restaurazione della monarchia serba, dopo la liturgia che commemora il trasferimento delle spoglie del re Pietro II in Serbia dagli Stati Uniti.

## Malattia e morte
Il 4 novembre 2020, Irinej è risultato positivo al COVID-19 dopo aver partecipato, oltre a presiedere, ai funerali il 1º novembre del metropolita Amfilohije, morto a causa del COVID-19. La grande folla al funerale di Amfilohije non praticava distanziamento sociale né indossava mascherine e anche la bara di Amfilohije era aperta durante il servizio funebre. Il 14 novembre, è stato riferito che le sue condizioni di salute erano "stabili e sotto controllo durante il ricovero" nell'ospedale militare per COVID di Belgrado. Il 19 novembre è stato intubato. Alcuni media hanno riferito che Irinej fosse morto; la Chiesa ortodossa serba ha rilasciato una dichiarazione che confutava queste affermazioni, ma ha confermato che la salute Irinej stava peggiorando. Tuttavia, alcuni membri della stampa hanno ancora insistito sul fatto che la notizia della morte di Irinej fosse confermata da fonti attendibili.
La morte di Irinej è stata annunciata ufficialmente il 20 novembre alle 7:07 CET. Lo stesso giorno, il governo della Serbia, così come la Republika Srpska, ha dichiarato il lutto di tre giorni dopo la sua morte, mentre la città di Budua, in Montenegro, ha dichiarato un giorno di lutto il 23 novembre, un giorno dopo il funerale dell'Irinej. Il presidente francese Emmanuel Macron ha espresso le sue condoglianze in caratteri cirillici serbi. Il presidente russo Vladimir Putin ha inviato le sue condoglianze, così come il capo della Chiesa ortodossa ucraina Epifanio I e il vice del Dipartimento per le relazioni esterne della Chiesa ortodossa russa, l'arciprete Nikolay Balashov. Inoltre, il Commissario europeo per l'allargamento e la politica di vicinato Olivér Várhelyi ha twittato le sue condoglianze al popolo serbo.
I suoi funerali si sono svolti il 22 novembre presso la chiesa di San Sava a Belgrado. Al funerale sono intervenuti il vescovo Irinej di Bačka, il presidente serbo Aleksandar Vučić e il membro serbo della presidenza della Bosnia ed Erzegovina Milorad Dodik.

## Onorificenze
Il 15 dicembre 2011, Irinej è stato decorato dal principe David Bagration della Georgia con Il grande collare dell'Ordine dell'aquila della Georgia e la tunica senza cuciture di Nostro Signore Gesù Cristo.